# Hélène de Caernarfon
Hélène, Helena ou  'Elen ferch Eudaf ou encore Elen Lluyddog/Llwydog (à la grande armée/la très prospère) de Caernarfon, considérée comme sainte au pays de Galles, est une princesse brittonique des IVe et Ve siècles, fille légendaire du roi Eudaf Hen et épouse de l'usurpateur Magnus Maximus dans la tradition galloise. Elle ne doit pas être confondue avec sainte Hélène, mère de Constantin, qui lui est antérieure de quelques décennies.

## Biographie mythique

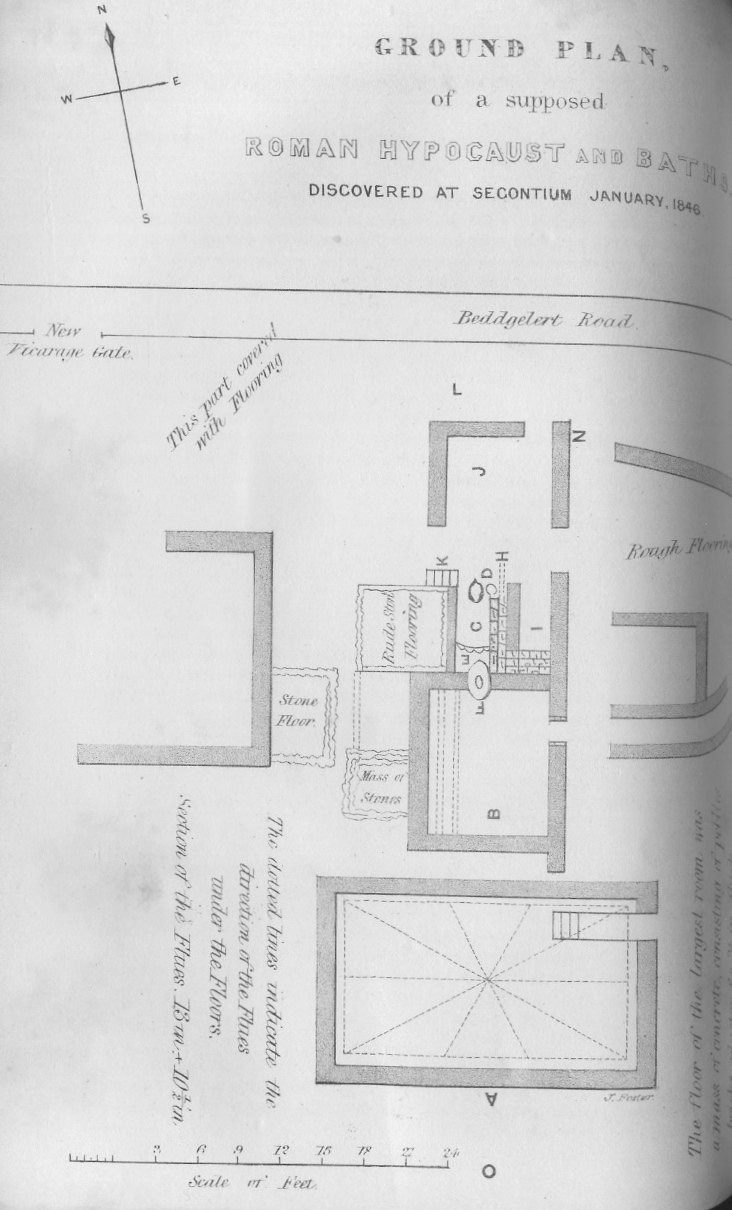
Ruines de Segontium (Caer Seiont), une forteresse romaine du système de défense breton, d'où serait originaire Hélène.

Son existence n'est pas avérée par l'histoire ou l'archéologie : elle serait la combinaison entre une ancienne déesse brittonique apparentée à Arianhod et une princesse galloise mineure dont l'écho en aura fait un être exceptionnel.
Nous ne connaissons rien de son enfance. Toutefois, sa rencontre fabuleuse avec Magnus Maximus est racontée avec beaucoup de détails dans Le rêve de Macsen Wledig, un récit des Mabinogion.
Fille du puissant souverain gallois Eudaf Hen (et probablement dernier Comes littoris Saxonici per Britanniam), elle vivait selon les sources dans le fort de Segontium, où son père tenait sa cour. Après plusieurs péripéties, Maximus l'épousa et lui donna plusieurs enfants, dont peut-être Flavius Victor et trois "rois" : Eugène, Antonin, Constantin  et selon le Bonedd y Saint; Saint Peblig Lorsque leur père partit en Gaule romaine pour étendre son influence, les trois fils se partagèrent le Pays de Galles : Eugène eu le sud-est, Antonin le sud-ouest, Constantin vraisemblablement le nord. La dynastie de ce dernier échoua à se pérenniser puisque le général breton Cunneda émigra rapidement sur ses terres et s'en rendit maître. Pour les deux autres, toutefois, le sort voulu que leur famille régna encore dans la région (Les souverains de Gwent, Dyfed, Glywysing et Brycheiniog prétendaient en descendre).
Il est probable que Maximus et Hélène aient continué à résider à Caernarfon, autant en termes symboliques que stratégiques, puisque la cité était extrêmement bien située près de l'île de Môn (Anglesey), tête de pont brittonique contre les incursions irlandaises.
Son statut de sainte est imprécis et il semble qu'elle ait été confondue avec Hélène, et bien qu'elle n'est jamais été canonisée par Rome, elle est considérée comme une sainte au Pays de Galles. Selon Sulpice Sévère dans sa Vita Sancti Martini et Grégoire de Tours dans l'Histoire des Francs,, sa dévotion envers Martin de Tours et sa piété lui aurait valu cet honneur.
Une légende enregistrée par Edward Lhuyd raconte que plusieurs années après le départ de son époux, Hélène décida de se faire religieuse dans un couvent. Elle demanda de l'aide à ses deux fils, Eugène et Constantin, pour l'escorter à travers le massif de Snowdonia. Ils furent alors attaqués dans le dos par un géant maléfique, nommé Cidwm (en vieux gallois : loup, ou louve), près de Nantmor. La bataille dura longtemps, mais Owain (Eugène) finit par remporter la victoire, au prix de sa vie. Toujours selon le conte, le lieu où il est tombé porterait encore son nom aujourd'hui, puisqu'il s'agit de la localité de Bedd Owain, non loin de Dynas Emrys. Des rumeurs prétendaient qu'il fut en fait assassiné par son frère, même si la réalité doit être moins romanesque : Au vu de sa situation, ce prince est probablement mort contre une attaque de pillards, nombreux sur les côtes. Quant à la reine Elen, la mythologie n'en dit pas plus. Mais il faut remarquer qu'un nombre non négligeable de routes médiévales sillonnant la région du Gwynedd fait référence à son nom.

## Sources
- (en) Peter Bartrum, A Welsh classical dictionary: people in history and legend up to about A.D. 1000, Aberystwyth, National Library of Wales, 1993 (ISBN 9780907158738), p. 266-267 ELEN ferch EUDAF, ELEN LUYDDOG. (340)